# Arrhopalites loczyi
Arrhopalites loczyi is een springstaartensoort uit de familie van de Arrhopalitidae. De wetenschappelijke naam van de soort is voor het eerst geldig gepubliceerd in 1960 door Loksa.